# 57424 Caelumnoctu
57424 Caelumnoctu este un asteroid din centura principală, descoperit pe 16 septembrie 2001, de LINEAR.